# Lijst van burgemeesters van Engelen
Dit is een lijst van burgemeesters van de voormalige Nederlandse gemeente Engelen in de provincie Noord-Brabant vanaf 1821 tot 1971. Op 1 januari 1821 werd de gemeente Engelen opnieuw zelfstandig, na gedurende tien jaar met Vlijmen één gemeente te hebben gevormd. In 1971 werd het dorp Engelen geannexeerd door de gemeente 's-Hertogenbosch. 
| Ambtsperiode          | Naam burgemeester                  | Partij of stroming | Bijzonderheden                                                                                                |
| --------------------- | ---------------------------------- | ------------------ | --- |
| 1650 - 1665           | Adriaen Jans Hickspoor             |                    | Burgemeester, Heemraad en Schout te Engelen.                                                                  |
| 1 januari 1821 - 1833 | Johan Frederik Willem Pfannebecker |                    | eerst schout                                                                                                  |
| 1833 - 1864           | Franciscus van Calker              |                    | vanaf 1852 tevens burgemeester van Bokhoven                                                                   |
| 1864 - 1889           | Adrianus Hubertus Egon de Bekker   |                    | tevens burgemeester van Bokhoven                                                                              |
| 1889 - 1894           | A.H.P. de Bekker                   |                    | |
| 1894 - 1922           | G.Th.C. Murray                     |                    | |
| 1922 - 1946           | A.P.J. Willemse                    |                    | vanaf 1916 burgemeester van Bokhoven dat in 1922 opging in Engelen                                            |
| 1946 - 1971           | Frans (F.A.J.) Kempenaars          |                    | in mei 1967 met pensioen, daarna waarnemend; tevens waarnemend burgemeester van Empel en Meerwijk (1945-1947) |